# Camaridium valerioi
Camaridium valerioi är en orkidéart som först beskrevs av Oakes Ames och Charles Schweinfurth, och fick sitt nu gällande namn av Mario Alberto Blanco. Camaridium valerioi ingår i släktet Camaridium och familjen orkidéer. Inga underarter finns listade i Catalogue of Life.